# فيل ارين
فيل ارين (بالإنجليزية: Phil Warren)‏ هو موسيقي نيوزلندي، ولد في 12 مارس 1938 في أوكلاند في نيوزيلندا، وتوفي في 23 يناير 2002.